# Templo de Marte vengador
El Templo de Marte vengador (en latín Templum Martis Ultoris) era un antiguo templo romano dedicado a Marte, dios de la guerra, ubicado en el foro de Augusto, el segundo de los foros imperiales de Roma.

## Localización
El templo estaba construido en uno de los extremos del foro de Augusto, teniendo una ubicación similar al templo de Venus Genetrix en el foro de César, con la excepción de que, propiamente, el templo estaba construido dentro del propio recinto del foro.

## Historia
Octavio quiso dedicar un templo a Marte durante la batalla de Filipos, ocurrida en el año 42 a. C., para conmemorar la victoria, junto a Marco Antonio, frente a los asesinos de su padre adoptivo, Julio César, que fueron Marco Junio Bruto y Cayo Casio Longino. Estos últimos son derrotados y Octavio, que se convirtió en Augusto, comenzó la compra de las tierras necesarias para la construcción de su foro y para el templo. El poeta Ovidio recogió las palabras pronunciadas y el voto emitido por Octavio para llevar a cabo la construcción del templo.

Si es cierto que la mera muerte de un padre, de un sacerdote de Vesta, me lleva al campo de batalla para vengar esa majestad dos veces sagrada, ¡ayúdanos, oh dios Marte! Deja que nuestras espadas beban la sangre criminal y que la justicia tenga asegurado su apoyo. Te daré un templo, y si gano, obtendrás el apodo de vengador.
Ovidio. Fastos, canto V.

Según Suetonio, César ya había invocado a Marte durante la batalla de Farsalia contra Pompeyo, dedicando también a la diosa Venus un templo para conmemorar la victoria. Este último en realidad sería construido en su foro, pero el templo de Marte permaneció en un borrador, sin llegar a materializarse, quizá a la espera de futuribles victorias en escenarios como Partia. Su asesinato puso fin a sus ambiciones, pero la veneración por Marte la continuaría su hijo adoptivo, Octavio Augusto, quien acabaría construyendo el templo en los límites de la ciudad.
El foro de Augusto y el templo de Marte vengativo quedan inaugurados el año 2 a. C., cuarenta años después de la promesa inicial dada por Julio César. Octavio presidió el acto inaugural, demostrando excepcionalmente la implicación que tenía el primer emperador romano en dicho proyecto. El trabajo probablemente se retrasó por eventos internos, incluidos los conflictos con Marco Antonio, pero es posible que fuera el propio Augusto quien retrasara la finalización del proyecto para asociarlo con su figura y no con la memoria que el pueblo tenía todavía de Julio César y de los hechos de la pasada guerra civil y del asesinato del dictador.
En el año 54, el Senado romano decidió erigir estatuas de Nerón en el templo de Marte vengativo para celebrar las victorias de Cneo Domicio Corbulón en Armenia. Las restauraciones se llevaron a cabo bajo el reinado de Adriano, pero estas pudieron verse limitadas al reemplazo de algunos capitales de los portales del foro.
Las ruinas del templo de Marte se despejaron durante las excavaciones arqueológicas realizadas en el área entre los años 1930 y 1932 por Corrado Ricci con motivo de la construcción de Via dell`Impero. Incluían una buena parte del podio, algunas bases de columnas y tres columnas corintias aún en pie.